# Hekabe

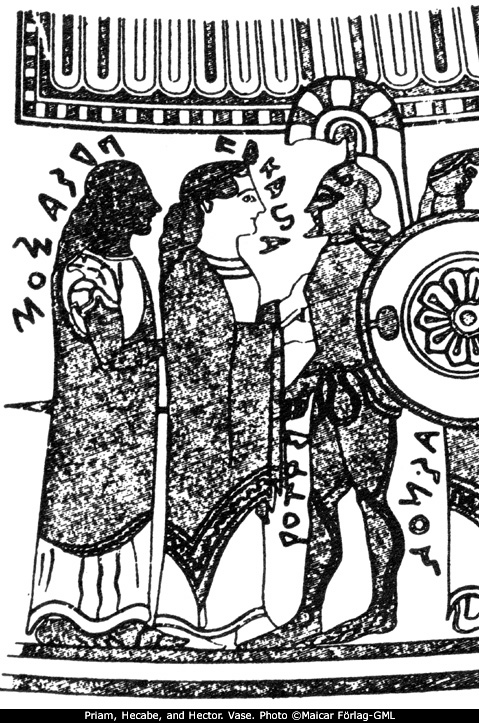
Priamos, Hekuba und Hektor

Hekabe (altgriechisch Ἑκάβη Hekábē [hekábɛ:]), auch Hekuba (lateinisch Hecuba) oder Cisseis, war der griechischen Mythologie zufolge eine Tochter des phrygischen Königs Dymas oder des Kisseus oder des Sangarios und der Metope. Sie war die Gattin des Priamos und die letzte Königin von Troja.

## Mythos
Die zehn Jahre andauernde Belagerung Trojas und die schließliche Eroberung der Stadt stürzten die Königin Hekabe von höchstem Mutterglück und -stolz in tiefste Not, Abhängigkeit und Sklaverei und beraubten sie ihres Mannes und aller ihrer Kinder.
Als Hekabe mit Paris schwanger war, träumte sie, eine Fackel zu gebären. Herbeigerufene Seher rieten ihr, das Kind auszusetzen bzw. zu töten. So gaben Priamos und Hekabe den neugeborenen Paris in die Bergwelt des Ida. Paris überlebte und gelangte später an den Königshof zurück.
Hekabe war die Mutter von Hektor, Paris, Helenos, Troilos, Kassandra, Polydoros, Polyxena, Deiphobos und vielen weiteren Kindern. Sie verlor Hektor und Troilos durch Achilleus, Paris durch Apollons Pfeil, Deiphobos durch Menelaos und die restlichen Kinder durch das griechische Heer bei der Zerstörung Trojas. Sie selbst wurde nach dem Trojanischen Krieg als Sklavin dem Odysseus zugelost. Zur Rächerin wurde sie, indem sie Polymestor, den habgierigen Mörder ihres Sohnes Polydoros, blendete. Daraufhin verwandelte sie sich in eine Hündin. Hekabe ist die Verkörperung tiefsten Frauenunglücks und -elends im Krieg.

## Rezeption
Die Redensart „Das ist mir Hekuba“ im Sinne von „Das bedeutet mir nichts“ geht auf eine Stelle in Shakespeares Hamlet (2. Akt, 2. Szene) zurück. Dort wundert sich Hamlet über die Fähigkeit eines Schauspielers, um das Schicksal Hekubas, der „schlotterigen Königin“ aus uralter Sage, Tränen zu vergießen, während er, Hamlet, trotz des eben erst an seinem Vater verübten Verbrechens, völlig gefühllos bleibe:
Sein Auge naß, Bestürzung in den Mienen,

Gebrochne Stimm und seine ganze Haltung

Nach seinem Sinn. Und alles das um nichts!

Um Hekuba!

Was ist ihm Hekuba, was ist er ihr,

Daß er um sie soll weinen?